# اشرف امجد الصیفی
اشرف امجد الصیفی (عربی: أشرف أمجد الصيفي؛ زادهٔ ۲۰ فوریهٔ ۱۹۹۵) ورزشکار دو و میدانی اهل قطر است.